# Campionati mondiali under 23 di slittino 2017
I Campionati mondiali under 23 di slittino 2017 sono stati la sesta edizione della rassegna mondiale under 23 di slittino, manifestazione organizzata dalla Federazione Internazionale Slittino. Si sono disputati il 28 e il 29 gennaio 2017 a Igls, in Austria, sulla Olympia-Eiskanal Innsbruck, all'interno della gara senior che ha assegnato il titolo mondiale assoluto 2017. Sono state disputate gare in tre differenti specialità: nel singolo uomini, nel singolo donne e nel doppio.

## Risultati

### Singolo uomini
La gara è stata disputata il 29 gennaio nell'arco di due manches e hanno preso parte alla competizione 25 atleti in rappresentanza di 17 differenti nazioni; campione uscente era lo statunitense Tucker West, che ha concluso la prova al quinto posto, e il titolo fu conquistato dal russo Roman Repilov, davanti all'austriaco Armin Frauscher e all'italiano Theo Gruber, rispettivamente secondo e terzo.
| Pos. | Atleti               | Nazione     | Tempo    | Distacco |
| ---- | -------------------- | ----------- | -------- | -------- |
|      | Roman Repilov        | Russia      | 1'39"861 |          |
|      | Armin Frauscher      | Austria     | 1'40"213 | +0"352   |
|      | Theo Gruber          | Italia      | 1'40"312 | +0"451   |
| 4    | Aleksandr Gorbacevič | Russia      | 1'40"390 | +0"529   |
| 5    | Tucker West          | Stati Uniti | 1'40"501 | +0"640   |
| 6    | Jonathan Gustafson   | Stati Uniti | 1'40"562 | +0"701   |
| 7    | Jonas Müller         | Austria     | 1'40"682 | +0"821   |
| 8    | Alexander Ferlazzo   | Australia   | 1'40"911 | +1"050   |
| 9    | Mitchel Malyk        | Canada      | 1'41"648 | +1"787   |
| 10   | Reid Watts           | Canada      | 50"455   | -        |

### Singolo donne
La gara è stata disputata il 28 gennaio nell'arco di due manches e hanno preso parte alla competizione 24 atlete in rappresentanza di 16 differenti nazioni; campionessa uscente era la tedesca Julia Taubitz, che ha concluso la prova al secondo posto, e il titolo è stato pertanto vinto dalla statunitense Summer Britcher, davanti alla Taubitz e alla russa Viktorija Demčenko.
| Pos. | Atlete                 | Nazione     | Tempo    | Distacco |
| ---- | ---------------------- | ----------- | -------- | -------- |
|      | Summer Britcher        | Stati Uniti | 1'19"987 |          |
|      | Julia Taubitz          | Germania    | 1'20"026 | +0"039   |
|      | Viktorija Demčenko     | Russia      | 1'20"205 | +0"218   |
| 4    | Andrea Vötter          | Italia      | 1'20"300 | +0"313   |
| 5    | Raychel Germaine       | Stati Uniti | 1'20"419 | +0"432   |
| 6    | Sandra Robatscher      | Italia      | 1'20"504 | +0"517   |
| 7    | Hannah Prock           | Austria     | 1'20"650 | +0"663   |
| 8    | Kendija Aparjode       | Lettonia    | 40"280   | -        |
| 9    | Miriam Kastlunger      | Austria     | 40"284   | -        |
| 10   | Verónica María Ravenna | Argentina   | 40"347   | -        |

### Doppio
La gara è stata disputata il 28 gennaio nell'arco di due manches e hanno preso parte alla competizione 16 atleti in rappresentanza di 6 differenti nazioni; campioni uscenti erano i polacchi Wojciech Chmielewski e Jakub Kowalewski, che hanno concluso la prova al quarto posto, e il titolo è stato pertanto vinto dagli austriaci Thomas Steu e Lorenz Koller, davanti agli italiani Florian Gruber e Simon Kainzwaldner e ai lettoni Kristens Putins e Imants Marcinkēvičs.
| Pos. | Atleti                                   | Nazione    | Tempo    | Distacco |
| ---- | ---------------------------------------- | ---------- | -------- | -------- |
|      | Thomas Steu Lorenz Koller                | Austria    | 1'19"703 |          |
|      | Florian Gruber Simon Kainzwaldner        | Italia     | 1'20"243 | +0"540   |
|      | Kristens Putins Imants Marcinkēvičs      | Lettonia   | 1'20"283 | +0"580   |
| 4    | Wojciech Chmielewski Kowalewski Jakub    | Polonia    | 40"171   | -        |
| 5    | Vasile Marian Gîtlan Flavius Ion Crăciun | Romania    | 40"363   | -        |
| 6    | Cosmin Atodiresei Ștefan Musei           | Romania    | 40"409   | -        |
| 7    | Roman Efremov Denis Tat'jančenko         | Kazakistan | 40"989   | -        |
| 8    | Angel Kozak Marian Tudor                 | Romania    | 41"098   | -        |

## Medagliere
| Posizione | Nazione     | Oro | Argento | Bronzo | Totale |
| --------- | ----------- | --- | ------- | ------ | ------ |
| 1         | Austria     | 1   | 1       | 0      | 2      |
| 2         | Russia      | 1   | 0       | 1      | 2      |
| 3         | Stati Uniti | 1   | 0       | 0      | 1      |
| 4         | Italia      | 0   | 1       | 1      | 2      |
| 5         | Germania    | 0   | 1       | 0      | 1      |
| 6         | Lettonia    | 0   | 0       | 1      | 1      |
| Totale    | Totale      | 3   | 3       | 3      | 9      |